# .NET Compact Framework
.NET Compact Framework (.NET CF) 是微軟 .NET Framework 的子集合，專為行動裝置 (Mobile Device) 上的 Windows CE 平台系列作業系統提供應用程式開發的支援。
目前 .NET Compact Framework 最新版本為 3.5，可運行在 Windows CE 6.0，Windows Mobile 6.0，Windows Mobile 6.1以及Windows Mobile 6.5 的行動裝置作業系統中。

## 與 .NET Framework 的不同
.NET Compact Framework 由於是專門設計給裝載 Windows CE 以及 Windows Mobile 作業系統的應用程式開發平台，因此有許多在 .NET Framework 可以執行的程式碼在 .NET Compact Framework 上會無法執行，例如 System.Net.WebClient 類別在 .NET Compact Framework 中就沒有，開發人員必須使用 HttpWebRequest 和 HttpWebResponse 類別來改寫原先由 WebClient 所提供的功能。
.NET Compact Framework 中的 Base Class Library 數量也較 .NET Framework 少一些。

## 版本及與 Visual Studio 的搭配
| 版本名名稱 | 版本號碼   | 發佈日期     |
| ---------- | ---------- | ------------ |
| 1.0 RTM    | 1.0.2268.0 | 2002年下半年 |
| 1.0 SP1    | 1.0.3111.0 | 不明         |
| 1.0 SP2    | 1.0.3316.0 | 不明         |
| 1.0 SP3    | 1.0.4292.0 | 2005年1月    |
| 2.0 RTM    | 2.0.5238.0 | 2005年10月   |
| 2.0 SP1    | 2.0.6129.0 | 2006年6月    |
| 2.0 SP2    | 2.0.7045.0 | 2007年3月    |
| 3.5 Beta 1 | 3.5.7066.0 | 2007年5月    |
| 3.5 Beta 2 | 3.5.7121.0 | 不明         |
| 3.5 RTM    | 3.5.7283.0 | 2007-11-19   |
| 3.5        | 3.5        | 2008-01-25   |

- .NET Compact Framework 1.0 是於 2003 年與 .NET Framework 1.1 共同發行，可支援 Windows CE 4.2，Pocket PC 2002-2003（含SE），Smartphone 2002-2003（含SE），開發工具為 Visual Studio .NET 2003。

- .NET Compact Framework 2.0 於 2005 年與 .NET Framework 2.0 共同發行，可支援 Windows CE 5.0, Windows Mobile 5.0（Pocket PC 與 Smartphone 皆可），開發工具為 Visual Studio 2005 。

- .NET Compact Framework 3.5 於 2007 年底與 .NET Framework 3.5 共同發行，支援 Windows CE 6.0 以及 Windows Mobile 6.0 作業系統，開發工具為 Visual Studio 2008 。

只有 Visual Studio Professional 以上版本，才會有專供給 .NET Compact Framework 應用程式開發所需的 Smart Device（智慧型裝置）專案類型 ，在 Visual Studio Standard 與 Visual Studio Express 系列開發工具中則沒有。